# Delta-F
Delta-F − człon amerykańskich rakiet nośnych serii Delta 0100 i Delta 1000 oraz japońskich N-II. Wykorzystywał hipergolową toksyczną mieszaninę UDMH i kwasu azotowego jako materiał pędny.